# Pentanisia veronicoides
Pentanisia veronicoides là một loài thực vật có hoa trong họ Thiến thảo. Loài này được (Baker) K.Schum. mô tả khoa học đầu tiên năm 1891.